# Municipio de Chester (condado de Dallas)
El municipio de Chester (en inglés: Chester Township) es un municipio ubicado en el condado de Dallas en el estado estadounidense de Arkansas. En el año 2010 tenía una población de 430 habitantes y una densidad poblacional de 2,84 personas por km².

## Geografía
El municipio de Chester se encuentra ubicado en las coordenadas 34°5′35″N 92°28′58″O / 34.09306, -92.48278. Según la Oficina del Censo de los Estados Unidos, el municipio tiene una superficie total de 151.29 km², de la cual 151,27 km² corresponden a tierra firme y (0,01 %) 0,01 km² es agua.

## Demografía
Según el censo de 2010, había 430 personas residiendo en el municipio de Chester. La densidad de población era de 2,84 hab./km². De los 430 habitantes, el municipio de Chester estaba compuesto por el 24,88 % blancos, el 70,7 % eran afroamericanos, el 0,47 % eran amerindios, el 1,4 % eran de otras razas y el 2,56 % eran de una mezcla de razas. Del total de la población el 3,95 % eran hispanos o latinos de cualquier raza.